# Gerda Steyn
Gerda Steyn (Bothaville, 3 maart 1990) is een Zuid-Afrikaanse marathonloopster en ultra-atlete. Ze heeft het opwaartse parcours van de Comrades in 2019 gelopen in een nieuwe recordtijd van 5:58.53 over 89 kilometer. Daarmee is ze de eerste vrouw die ooit onder de zes uur liet noteren.

## Biografie
Gerda is bij haar ouders, Pieter en Trudie Steyn, opgegroeid op een plaas in de omgeving van Bothaville; zij heeft een zuster, Estie, en een broer, Stefan. Nadat ze in 2008 haar middelbareschoolopleiding aan de Hoërskool Bothaville voltooide, volgde ze aan de Universiteit van de Vrijstaat een opleiding tot quantity surveyor (bourekenaar). In 2014 is ze voor werk naar Dubai verhuisd, waar ze zich aansloot bij een hardloopclub, de Desert Road Runners, en haar talent ontdekte.
Steyn heeft in 2019 ook de Twee Oceanen-ultramarathon gelopen, 56 kilometer in een tijd van 3:31.28. Haar beste tijd over de standaardmarathon is 2:27.48, bij de Marathon van New York in 2019.

## Persoonlijke records
| Onderdeel      | Prestatie | Datum            | Plaats         |
| -------------- | --------- | ---------------- | -------------- |
| 10 km          | 33.05     | 1 september 2019 | Middlesbrough  |
| halve marathon | 1:11.54   | 27 juli 2019     | Port Elizabeth |
| marathon       | 2:27.48   | 3 november 2019  | New York       |

## Prestaties
| Jaar | Loop         | Plaats           | Positie | Tijd    |
| ---- | ------------ | ---------------- | ------- | ------- |
| 2015 | Comrades     | Durban           | 56      | 8:19.08 |
| 2016 | Twee Oceanen | Kaapstad         | 14      | 4:15.44 |
| 2016 | Comrades     | Pietermaritzburg | 14      | 7:08.23 |
| 2017 | Comrades     | Durban           | 4       | 6:45.45 |
| 2018 | Twee Oceanen | Kaapstad         | 1       | 3:39.32 |
| 2018 | Comrades     | Pietermaritzburg | 2       | 6:15.34 |
| 2018 | New York     | New York         | 13      | 2:31.04 |
| 2019 | Twee Oceanen | Kaapstad         | 1       | 3:31.28 |
| 2019 | Comrades     | Durban           | 1       | 5:58.53 |
| 2019 | New York     | New York         | 11      | 2:27.48 |